# Jérôme Brisard
Jérôme Brisard (24 maart 1986) is een Frans voetbalscheidsrechter. Hij fluit internationale wedstrijden namens FIFA en UEFA sinds 2018. Ook leidt hij sinds 2017 wedstrijden in de Ligue 1.
Op 14 januari 2017 leidde Brisard zijn eerste wedstrijd in de Franse hoogste divisie, toen Montpellier met 1–1 gelijkspeelde tegen Dijon. Tijdens dit duel hield de scheidsrechter zijn kaarten op zak. Zijn debuut in internationaal verband maakte de Fransman tijdens een wedstrijd tussen Partizan Tirana en NK Maribor in de eerste voorronde van de UEFA Europa League; het eindigde in 0–1 voor Maribor. Brisard gaf twee gele kaarten. Op 15 november 2018 leidde hij zijn eerste interland, toen Israël met 7–0 won van Guatemala door doelpunten van Eran Zahavi, Taleb Twatiha, Moanes Dabour (tweemaal), Dia Seba (eveneens tweemaal) en Ben Sahar. Tijdens dit duel deelde de Franse leidsman drie gele kaarten uit.
In mei 2022 werd hij gekozen als een van de videoscheidsrechters die actief zouden zijn op het WK 2022 in Qatar. In april 2024 werd hij ook in deze rol gekozen voor het EK 2024 in Duitsland.

## Interlands
| Datum            | Plaats                  | Wedstrijd                  | Uitslag | Competitie             | Kreeg geel | Kreeg voor de tweede keer geel en dus rood | Weggestuurd |
| ---------------- | ----------------------- | -------------------------- | ------- | ---------------------- | ---------- | ------------------------------------------ | ----------- |
| 15 november 2018 | Netanja, Israël         | Israël – Guatemala         | 7 – 0   | Vriendschappelijk      | 3          | 0                                          | 0           |
| 13 oktober 2019  | Glasgow, Schotland      | Schotland – San Marino     | 6 – 0   | EK 2020 kwalificatie   | 3          | 0                                          | 0           |
| 6 september 2020 | Ljubljana, Slovenië     | Slovenië – Moldavië        | 1 – 0   | Nations League 2020/21 | 5          | 0                                          | 0           |
| 11 november 2020 | Leuven, België          | België – Zwitserland       | 2 – 1   | Vriendschappelijk      | 1          | 0                                          | 0           |
| 4 september 2021 | Dublin, Ierland         | Ierland – Azerbeidzjan     | 1 – 1   | WK 2022 kwalificatie   | 4          | 0                                          | 0           |
| 15 november 2021 | Netanja, Israël         | Israël – Faeröer           | 3 – 2   | WK 2022 kwalificatie   | 1          | 0                                          | 0           |
| 2 juni 2022      | Larnaca, Cyprus         | Cyprus – Kosovo            | 0 – 2   | Nations League 2022/23 | 5          | 0                                          | 0           |
| 17 juni 2023     | Brussel, België         | België – Oostenrijk        | 1 – 1   | EK 2024 kwalificatie   | 5          | 0                                          | 0           |
| 20 november 2023 | Belfast, Noord-Ierland  | Noord-Ierland – Denemarken | 2 – 0   | EK 2024 kwalificatie   | 4          | 0                                          | 0           |
| 15 oktober 2024  | Belfast, Noord-Ierland  | Noord-Ierland – Bulgarije  | 5 – 0   | Nations League 2024/25 | 4          | 0                                          | 0           |
| 25 maart 2025    | Skopje, Noord-Macedonië | Noord-Macedonië – Wales    | 1 – 1   | WK 2026 kwalificatie   | 3          | 0                                          | 0           |

Laatst bijgewerkt op 27 maart 2025.